# Hakan Akkaya
Hakan Akkaya (7 de marzo de 1995) es un deportista turco que compite en esgrima en silla de ruedas. Ganó una medalla de bronce en los Juegos Paralímpicos de París 2024, en la prueba de espada individual (clase A).

## Palmarés internacional
| Juegos Paralímpicos | Juegos Paralímpicos | Juegos Paralímpicos | Juegos Paralímpicos |
| Año                 | Lugar               | Medalla             | Prueba              |
| ------------------- | ------------------- | ------------------- | ------------------- |
| 2024                | París (Francia)     | Medalla de bronce   | Espada individual A |